# Salsola acutifolia
Salsola acutifolia là loài thực vật có hoa thuộc họ Dền. Loài này được (Bunge) Botsch. miêu tả khoa học đầu tiên năm 1963.